# ネットワークインフラただ乗り論争
ネットワークインフラただ乗り論争（ネットワークインフラただのりろんそう）は、YouTube,ニコニコ動画, Skype, GYAO, Google Videoなどブロードバンドインターネット接続環境に適応したサービスを提供する業者の登場に対して、そのインフラを提供している電気通信事業者が批判したことに対して起きた論争である。

## 経緯

### アメリカ
アメリカでは2005年ごろから言われ始めていた。

### 日本
日本では、総務省が2005年10月に、IP化への動きが本格化していると想定される2010年代初頭を念頭に置いて、それに対応した競争ルールの在り方について基本的な考え方を整理するとともに、接続・料金政策に係る検討の方向性を明確化することを目的として「IP化の進展に対応した競争ルールの在り方に関する懇談会」を開催、翌2006年9月までに10回の会合を開いた。
そんな中、2006年の初め、NTTコミュニケーションズの和才博美社長がGYAOを痛烈に批判、ついでNTTの和田紀夫社長がSkypeを批判したことにより、この論争に火がついた。
双方の主張はおおよそ次のようなものであった。
- 電気通信事業者の主張
  - 自社のインフラを使って商売をするなら、そのサービス事業者はそれ相応のコストを支払うべきである。
  - 通信業界では低価格競争が進んでおり、ユーザーにコストの負担をお願いできる状況ではない。
- コンテンツ事業者の主張
  - かかるコストは受益者負担が原則である。
  - 通信インフラを高速道路に例えるなら、一定以上のスピードが出る車に対してメーカーに利用料を求めるようなもので受け入れがたい。
  - 高速通信インフラ上で高速通信を利用するサービスを制限するなら、何をするための高速通信インフラなのか?
  - FTTHを含むブロードバンドの普及を後押ししたのは我々やユーザーの提供するサービス・コンテンツであり、コンテンツただ乗りをしているのはむしろ通信事業者ではないのか。

懇談会は2006年9月15日に最終報告書を提出したが、その中でこの問題について触れられている。抜粋すると、
とあり、コンテンツ事業者寄りの報告となっている。一方で、日本経済新聞などが「総務省が『インターネットただ乗り問題』などにメスを入れるべく、調査研究会を立ち上げる方針を明らかにした」と報じたことから、総務省内も一枚岩でないことがうかがえる。
特にどちらが正しいというような結論は出ないままの状態で、高速回線の発展が進み、論争自体が下火になった。

#### 土管化
日本の携帯電話事業者においては、フィーチャーフォン（いわゆるガラケー）からスマートフォンへの移行期にネットワークインフラのただ乗りが進み、従来型のビジネスモデルの弱体化により通信料収入への依存が高まることによる収益の先細り、いわゆる「土管化」（ダムパイプ化）が問題になった。
2008年7月のiPhone日本上陸以降、日本でもスマートフォンの普及が進み、従来型の携帯電話事業者主導の携帯電話端末開発・サービス開発や、コンテンツ提供プラットフォーム（iモード・EZweb・Yahoo!ケータイなど）の囲い込みによる収益モデルが弱体化していった。
また2006年10月には番号ポータビリティが開始され、2010年12月には総務省が「SIMロック解除に関するガイドライン」が制定され、2012年ごろから携帯電話回線の提供に特化した仮想移動体通信事業者（MVNO）が普及しだすなどの事情もあり、携帯電話事業者の土管化は避けられなくなってしまった。
そこで2010年代前半には、各社各様のビジネスモデルに転換することになった。
NTTドコモは、通信回線の提供・インターネットを使用したコンテンツサービス事業の実施や、コンテンツサービス事業者に出資するというビジネスモデルに転換。
KDDIは、携帯電話・固定電話・インターネット回線・ケーブルテレビなどを連携させた通信事業・コンテンツサービス全体で収益を得るビジネスモデルに転換。
ソフトバンクは、グループ全体の事業を再編。ソフトバンク（旧 ソフトバンクモバイル）は携帯電話事業に専念し、親会社のソフトバンクグループ（旧 ソフトバンク）は通信事業者から投資会社に先祖返りすることになった。
PCのインターネットの世界はコンテンツにお金を払うのではなく、広告モデルが主流であったため、PC側の文化から派生したスマートフォンの登場によりiモードのビジネスモデルは瓦解した。後にiモード開発者の一人栗田穣崇は、「やっぱり『キャリアとしての限界』があったかなとは思います。やっぱりドコモという会社は,自分たちはインフラ/キャリアの会社だっていう思いが強い組織だったので,サービス提供会社としての視点や,ネットの会社という視点が持てないまま,市場だけが大きくなってしまいました」と振り返っている。

## 補足
- NTTコミュニケーションズはGyaOを批判したが、NTT東日本とNTT西日本はGyaO光 with フレッツ - ウェイバックマシン（2006年6月4日アーカイブ分）でGyaOとは協力関係にある。
- 今までユーザー対ユーザーだったものがユーザー対業者になり、通信業者の非難の矛先が明確化しただけのインターネット崩壊論と言えなくも無い。
- NTTグループによって批判されているサービス、プログラムの中で、Skypeについては通信帯域にかける負荷が比較的小さく高速通信ができる環境も必ずしも必要とはしていない。また、利用者数を勘案してなお、通信事業者に与える負荷は微々たるものである。にも関わらず、NTTグループが批判の矛先を向けているのは、帯域を使用してサービスを行っているということよりむしろ、このプログラムが同グループのNTTコミュニケーションズが収益源としている長距離通話事業をおびやかしていることが主因であり、「インフラただ乗り論争」において同列に語られてはいるが他のサービスへの批判とは批判の目的がやや異なっている。
- YouTubeを運営するGoogleは、米国とアジア間のトラフィック増大に対処するため、KDDIなどアジア地域の通信事業者と共同出資で、太平洋海底ケーブル「Unity」の建設に参画している。